# Haakon el Roig
Haakon el Roig (Håkan), rei de Suècia segons la tradició, aproximadament en el període de 1070 a 1079, deu el seu àlies al color del seu cabell. Ascendí al poder reial després que el rei anterior, Halsten Stenkilsson, es negara a realitzar sacrificis als déus nòrdics. Suècia, en aquest temps, es trobava dividida en tres faccions: d'una banda, els suecs pagans, d'una altra, els suecs cristians, i en acabant els cristians de Västergötland. Possiblement, al mateix temps que Haakon, hi havia un altre rei, Anund Gårdske, que hauria governat als suecs pagans en la primera meitat del 1070, mentre que Haakon era rei dels suecs cristians, i Halsten juntament amb el seu germà Inge governaven a Västergötland.
Poc se sap del regnat i la família de Haakon, només que devia ser fill il·legítim del rei Stenkil, i que es casà amb la vídua del rei Eric el Pagà.
En una pedra rúnica de l'illa Adelsö, al llac Mälaren, s'esmenta el nom del rei Haakon i és la primera vegada que la paraula rei està documentada a Suècia.